# 怪俠佐羅利
《怪傑佐羅力》（日语：かいけつゾロリ）為一部由暢銷童書改編的日本動畫，頭兩輯共149集。日本第一輯首播時間為2004年2月1日，於2007年1月28日播放第二輯完結篇，2019年宣佈新作，並且於2020年開始播放第三輯。
台灣在第一季播放時，使用譯名為《怪俠索羅利》；第二季才改為《怪傑佐羅力》。第一季共52集，且在卡通頻道 (台灣)2007年2月播出。第二季的《怪傑佐羅力2》也於2008年5月19日於卡通頻道 (台灣)播映，羚邦國際授權引進台灣采昌國際DVD發行名為《怪俠佐羅力》。第三季部分，在卡通頻道 (台灣)於2012年9月25日星期二晚上7點~晚上8點播出。
香港方面，無綫電視翡翠台於2008年4月19日播放第一輯，但是只播放至第26集；其後無綫收費電視的無綫兒童台於同年11月23日由第27集播放至最後一集（第52集），第二輯無播放。2020年新作第三輯由ViuTV播放，名為《認真地不認真的怪俠佐羅利》。CN又稱《再加碼認真去搞怪怪俠佐羅力》，「利」又改成「力」。

## 故事大綱
動物擬人化的世界觀。主角是一隻名為索羅利（第二季改名為佐羅力）的狐狸，目標是成為世界第一的惡作劇之王，夢想建造屬於自己的城堡，並娶可愛賢淑的公主作為自己的妻子，以向在天國的媽媽－索羅力露證明自己的能力。
劇情主線為探險故事，喜歡惡作劇的索羅力，興趣是發明各種東西，常常對別人惡作劇，可惜卻常常害到自己。
在第一輯的第一集，索羅利於烈邦納城的黑輪攤販遇見豬豬兄弟－小希希（第二輯改名伊豬豬）與大奇奇（第二輯改名魯豬豬），索羅利將黑輪攤搶走，從此受到大希希、小奇奇的仰慕，索羅利便收兩人為徒弟。
三人一起在廣大的世界中冒險，遭遇種種事件……

## 登場人物

### 佐羅力的家族
- 佐羅力／索罗利（CV：日本→山寺宏一、福山潤（孩提時期）；二又一成（OVA版）、神谷明（1993年電影版），台灣→夏治世，香港→陳欣（TVB）、陳健豪（ViuTV））

為此部動畫的主角，嗜好是對別人惡作劇，不過總是害人害己。雖然每次惡作劇都以失敗收場，卻陰錯陽差的解決難題，搖身一變成為眾人感謝的正義之士。身穿日式旅人服裝，變身成「怪傑佐羅力」胸前有ZZ標誌。佐羅力的興趣是發明各種道具，正義感十足的他急公好義，喜歡替人打抱不平，同時，正朝著他的夢想「世界第一的惡作劇之王」前進。佐羅力時常想念「在天國的媽媽」，不過沒有因此絕望，反而更加努力進行修練，希望有朝一日能夠娶到可愛賢慧的老婆與建造屬於自己的城堡。在Keroro軍曹漫畫中，曾以K隆星同盟種族「炯炯目人」的身分出現，也曾在Keroro軍曹超劇場版中客串出場過。
- 佐羅力露／索罗妮（CV：玉川紗己子，香港→蔡惠萍（TVB）、（ViuTV））

佐羅力的母親，在佐羅力13歲的時候因病去世，不過能確認的是在佐羅力小學一年級新生入學時還活著，由於佐羅力的個性有些迷糊，讓她十分不放心，即使過世了，待在天堂的她仍常常以靈魂狀態下來凡間觀察兒子的行為表現，偶爾還會偷偷地幫助佐羅力，是位愛子心切的好母親。
- 佐羅伊／索罗伊（CV：山寺宏一，香港→潘文柏（TVB））

佐羅力的父親，他自佐羅力小時，乘著自己打造的夢想紅色飛機飛向天際之後便了無行蹤，關於他的資料幾乎成謎，能確信的是他還活著，有時會出現在天空中，甚至在佐羅力遇到和「在天空飛行」有關的困難時，就會出現幫忙，因為有護目鏡的關係，佐羅力認不出眼前這位男人即是他的父親。在佐羅力系列電影大・大・大・大冒險(映画かいけつゾロリ だ・だ・だ・だいぼうけん！)中出現的寶藏獵人，真實身份似乎就是佐羅伊。

### 佐羅力的夥伴
- 伊豬豬／大希希（CV：日本→愛河里花子、野澤雅子（代演）；稻垣悟（OVA版）、緒方賢一（1993年電影版），台灣→郭馨雅，香港→張裕東（TVB）、（ViuTV））

野豬雙胞胎兄弟的哥哥，右眼和鼻孔比魯豬豬大，職業是山賊。在第一輯第1話登場，搶劫黑輪攤時和佐羅力一起逃跑，從此仰慕佐羅力，拜佐羅力為師父，成為佐羅力的徒弟。最喜歡的食物是波蘿麵包，稱佐羅力為「佐羅力師父」，貪吃，遇到困難的事情就會放屁，常常作為遇難的角色。
- 魯豬豬／小奇奇（CV：日本→熊井統子、小林沙苗（代演）；西村知道（OVA版）、千葉繁（1993年電影版），台灣→錢欣郁，香港→謝潔貞（TVB）、（ViuTV））

野豬雙胞胎兄弟的弟弟，左眼和鼻孔比伊豬豬大，鼻子的右側有顆痣。第一輯第1話與哥哥一同登場，成為佐羅力的徒弟，比起哥哥更仰慕佐羅力。最喜歡的食物是飯糰，稱佐羅力為「佐羅力師父」，貪吃，遇到困難的事情就會放屁，常常作為遇難的角色。
- 布比（CV：伊東みやこ）

第二輯後半登場人物，是隻住在鬼森林的鬼，為了尋找「負極電鰻」而與佐羅力一行人踏上旅途。命名由來是伊豬豬、魯豬豬在吐西瓜籽時，所發出「噗」和「呸」的聲音。(プッペ音近噗呸)

### 其它角色
- 原裕（CV：原ゆたか，香港→劉昭文（TVB））

作者本人，在漫畫原作、動畫與繪本中總是都會露面，有時會亂入手機桌布、錢幣上的圖案設計與背景中的海報。
動畫版中曾當過計時者與英雄秀節目的主角，不只是繪本裡面偶而會擔任只說幾句話的旁白相關的戲份。然後也曾在「妖怪大聯盟（動畫版為《恐怖魔球》、《接近的全壘打》）」中以面目猙獰、長相跟作者相似的妖怪做為一般觀眾登場。
- 原京子（CV：原京子）

作者的妻子。比起丈夫在繪本中露面的次數比較少，動畫版於2012年起登場。
- 小兔子

在《佐羅力日報》上連載之四格漫畫〈小佐羅力〉登場的兔子少女，原作與動畫未登場。
在跟足球當成作家、棒球當成針灸等相關的事情經常都會聽錯與搞錯意思，總是讓佐羅力他們目瞪口呆。
- 雅恩（CV：江原正士）

動畫原創人物。初登場於第一輯第29話，在大風雪中拯救佐羅力一行人，個性酷酷的雅恩是隻喜歡到處流浪的野狼，經常會在冒險旅途中與佐羅力相遇，並且相互較勁科學能力，雅恩的性格有些孤僻，但十分羨慕佐羅力能有與他共同旅行的好朋友。此外，高傲的雅恩除了擁有博士學位之外，他本身還是位王子（一說是親王），身為王位繼承人，行為卻總是讓母親擔心。
- 亞瑟（阿瑟）（日本→保志總一朗，台灣→李世揚，香港→梁偉德（TVB））

初登場於第一輯第1話，為一黑豹王子，待人處事很隨和而且貼心，因此常被自己的未婚妻－艾爾絲拉著跑。個性稍微迷糊，總是被佐羅力耍得團團轉，佐羅力總是叫他「亞瑟小弟」。
- 艾爾絲（CV：日本→折笠富美子；楢橋美紀（OVA版），台灣→錢欣郁，香港→林元春（TVB））

初登場於第一輯第1話，亞瑟的未婚妻，是一黃色貓公主。第一輯第1話佐羅力對她相當著迷，個性天真活潑，認識的親戚非常多，總是拉著亞瑟東奔西跑，雖然亞瑟常被她搞的頭昏腦脹，不過亞瑟仍是很珍惜著她。
- 妙妙公主（咪咪公主）（米昂公主）（CV：日本→井端珠里，香港→鄭麗麗（TVB））

初登場於第一輯第41話，電玩世界的公主，為一隻白色貓咪。在佐羅力在玩電視遊樂器時，引導他幫助自己從電玩世界脫逃。拯救她的佐羅力勇士是她心目中的英雄，同時也是男朋友，相傳妙妙公主會成為佐羅力未來的老婆。
- 伊努塔庫（伊努拓古）（CV：堀川りょう，香港→黃榮璋（TVB））

初登場於第一輯第37話，本名伊努塔 塔庫基（イヌダ タクジ），為黃金獵犬，家族世世代代都是警察，因此他也子承父業。某天，佐羅力被群警追趕時，他也參與其中，追進一間自助洗衣店，佐羅力變裝成佐羅惠（ゾロエ），自導自演，以假亂真，最後衝出更衣室並且依靠在伊努塔庫的懷中，見作戰成功的佐羅力開始調戲伊努塔庫，伊努塔庫一見鍾情，從此之後，他便成為了佐羅力的困擾之一。後來伊努塔庫與佐羅力相當迷戀的超級名模，辛蒂·克勞豹結婚。
- 妖怪老師（CV：瀧口順平→吉野貴宏（2020年），香港→林保全（TVB））

初登場於第一輯第4話，是妖怪學園唯一的教師，個性非常認真負責且真誠，很愛護學生們，只可惜現在的人們已不在害怕妖怪，因此他一直努力要幫自己的學生打起精神，而且成為偉大恐怖的妖怪。在佐羅力的冒險之旅中時常出現，懇求佐羅力幫他訓練學生。
- 妖怪老師的學生們

- 吸血鬼德古拉（CV：藤原啓治（2004年動畫版）、梅津秀行（OVA版），香港→梁偉德（TVB））

英國代表。喜歡喝番茄果汁，原先害怕大蒜與十字架，與佐羅力見面以後弱點稍微能克服了一些。
穿著的服裝全部都是會大量出現蝙蝠，而且可以維持張開翅膀的樣子在空中飛行的樣式。有一位名叫拉古拉的兒子，目前待在叫做德古拉城的城堡內。
- 狼人（CV：坂口候一（2004年動畫版）、中島信行（OVA版），香港→梁志達（TVB））

只要一看到滿月出現就會變身成野狼的狼人，外表為穿著綠色服裝的男性。可是只要在滿月的時候被烏雲遮住且毫無藏身之地的情況下就無法變身，不過在動畫第二輯中追加了即使是一看到照片的時候也可以變身的設定。
有一位叫做布魯斯的兒子，身邊有穿紫色系和黃色系服裝的兄弟們。
- 木乃伊（CV：天田真人（2004年動畫版）、檜山修之（OVA版），香港→林國雄（TVB））

埃及代表。全身包覆著繃帶，既使是在大澡堂洗澡的時候臉上的繃帶也不會拿下來。
第一部電影版下半（映画かいけつゾロリ だ・だ・だ・だいぼうけん!）在沙漠中面臨極度乾燥的環境下，以持有裝了返老還童水的水桶來幫助了老師和雷公老伯兩人。
- 歌耳歌（CV：くじら（2004年動畫版）、杉浦三惠子（OVA版））

只要一四目交接就會讓對方變成石頭的妖怪，通常在一般場合會戴上不使身邊的人們給石化的墨鏡。
- 海帶坊主（CV：高戶靖廣）

全身纏繞著海帶的海坊主。使用飛出的海帶來攻擊，在對付亞瑟時最後一個海帶被亞瑟當作是踏腳石給反擊回去，給纏繞了起來。
- 幽靈電氣水母（CV：高戶靖廣）

外型像拉麵中的魚板的電氣水母。能模仿拉麵的外型使亞瑟觸電，後來連佐羅力也被牽連進去。
- 殭屍（CV：山根剛、高橋裕吾、保志總一朗、高戶靖廣、西村朋紘）

進入大型浴池泡澡的五名殭屍。
- 雷電小僧（CV：杉山佳壽子，香港→梁少霞（TVB））

妖怪學校的學生。只要敲擊太鼓就能製造打雷。
一開始有著得意忘形的性格，很不信任正在當代班老師的佐羅力，在他的任課之下逐漸敞開心防且個性也變的圓融。
- 大章魚入道（CV：陰山真壽美）

只針對足球少年的足球隊成員，在使用8隻手腳一邊守衛和運球的情形下最後整隻腳給纏在一起摔了一跤。
- 塗壁（CV：石原凡）

只針對足球少年的足球隊守門員，以自己的身體包覆球門作為完全防守。
- 雷公老伯（CV：宮澤正）

如同名字所示能引起閃電的老人。
第一部電影版下半（映画かいけつゾロリ だ・だ・だ・だいぼうけん!）有跟妖怪老師一起登場，另有一位叫做「吾雄」的孫子。
- 百目

體內和身上有許多眼睛的妖怪。但因為年紀增長視力衰退而煩惱。
- 目目連（CV：今村卓博）

在拉門或者是櫃子裡面和物品等各自都有眼睛的妖怪。但因為與百目相同有著視力衰退的問題，當受到威脅時會大聲叫他的孩子來。
- 量豆伯（CV：岡本嘉子）

在洗豆子時會發出驚人噪音的妖怪。但因為故事中豆子價錢飛漲、取得困難的關係而為此煩惱。
自稱自己使用的豆子是北海道出產的高級名產，然後也有自己的豆子田。
- 垢嘗（CV：森訓久）

在不乾淨的浴缸內品嘗污垢的妖怪。但因為近年來浴缸一直都保持在乾淨的狀態吃不到汙垢而煩惱。
在佐羅力的鬼故事「只想嘗小孩子的骨頭」中有提到。由於一時取得了巧克力且非常喜歡，就產生了「嘗巧克力」這個外號。
- 大入道（CV：園部好德）

有著需從山上往下看的巨大身軀妖怪，不過在年紀增長的時候體型不斷縮水，變得如人類膝蓋一樣高的大小而為此煩惱。
使用佐羅力開發的大入道機器人在飛到大海且浸泡海水之際如海綿一般膨脹，恢復了原本的大小。
- 轆轤首（CV：岩男潤子）

跟其他的轆轤首不同這個因脖子太短而煩惱。在動畫版中曾有使用運動器材想要讓脖子伸長，最後無法超越自己極限的故事。
平常是脖子伸長的狀態，當縮回去時可以假裝成一般人類。
- 蜘蛛女（CV：新井里美）

有著看似吃很飽的性格，因為蜘蛛絲黏不起來而煩惱。動畫版則為害怕納豆的時候跑出了蜘蛛絲。
- 唐傘（CV：芝原千彌子）

雨傘的模樣為花色系，看起來很不恐怖。老師為了要從花的中心點看進去，就接受了請求。此外也有用自己的雨傘特性當場擋下落石，拯救了佐羅力。
- 雪女（吹雪園子）（CV：勝生真沙子）

有著白色的臉龐，且會吐出凍結萬物氣息的雪女。佐羅力的大粉絲，人物設定原型來自於鈴木園子。
有以前分手的男朋友（雪男）和身為妖怪大聯盟的棒球選手兒子一郎（動畫版為吾郎）和另一位叫做「小杏」的女兒。
- 米莉（CV：日本→半場友惠，台灣→郭馨雅）

妮莉的姐姐。喜歡羅傑。
- 妮莉（CV：日本→新井里美/村川梨衣（2020年），台灣→錢欣郁）

魔法學校二年級的學生。天真浪漫的小女孩，最大的希望是世界和平，並處處充滿花朵。米莉的妹妹。
- 羅傑（CV：日本→石田彰，台灣→李世揚）
- 彩咪（CV：岩男潤子）

因妮莉詠唱某咒文，造成魔法之森失去顏色並被封印無法進入，之後出現"彩咪"此神祕小生物，皆為不同顏色(代表魔法之森內的某種顏色)，除了與索羅利一同旅行的一隻外，其餘皆被封印於某處，並會對當地造成某種怪異影響，需解開封印條件才可解放並消除影響
| 顏色 | 造成影響                                     | 封印處與解封法                     |
| 白   | 碰到後臉上有雲                               | 藏於附近的瀑布上的雲內             |
| 水藍 | 湖水乾涸                                     | 水底寶箱下的暗門                   |
| 淺紫 | 惡作劇小鬼症                                 | 公園的象雕像下                     |
| 黃   | 碰到山谷的彩虹也變成彩虹                     | 用光照谷底的石頭                   |
| 棕   | 製作飛天掃帚的樹木枯死                       | 虎型卡車後的寶箱                   |
| 深紫 | 碰到音符後兩人聲音對換                       | 沒有聲音的房間                     |
| 草綠 | 龍牧場牧草離跟出走                           | 壟罩雲霧有大蜘蛛的山石             |
| 深藍 | 河岸邊的石頭變成心中想要的東西               | 變出來的棉被裡                     |
| 紅   | 森林食材看來能吃不可吃，看來不能吃可吃       | 咖哩店老闆頭巾內                   |
| 橘   | 隧道出現巨大松鼠雕像擋路，以及吃角子老虎機器 | 中獎並完成機器顯示的條件           |
| 深綠 | 絕種毒菇-"再活一下菇"重現                    | 鱷魚腹內的綠寶石+解毒花-"搞啥鬼花" |
| 粉紅 | 巨大蔬菜組合成怪物                           | 怪物身上的南瓜內                   |

- 布魯魯公爵（CV：郷里大輔，香港→陳永信（TVB））
- 小布魯（CV：水島裕）
- 泰戈（老虎）（CV：富田耕生（1993年電影版）/立木文彦（2004年、2020年動畫版））

自稱是獅子海賊團船長的部下（1993年版本則自稱是代理船長）。左手裝有義肢，裡面有9種武器和道具。
於當初自己為了想要成為船長就暗殺前任船長，結果自作自受把海賊船給弄沉，被鯊魚追趕下最後有活下來。
- 瑪爾契奴（CV：水樹奈奈，香港→程文意（TVB））
- 瑪妮（CV：?，香港→鄭麗麗（TVB））
- 人魚公主（CV：齋藤彩夏，香港→梁少霞（TVB））
- 外星人公主（CV：白鳥由里）
- 果粒丸（猩猩丸）（CV：田中一成，香港→葉振聲（TVB））
- 猴子丸（CV：サエキトモ，香港→林丹鳳（TVB））
- 閻羅王大人（CV：飯塚昭三）
- 波克斯市長（CV：加藤精三，香港→張炳強（TVB））

動畫原創人物。初登場於第一輯第19話。斯巴尼市的市長，因為想把自己的雕像放在市中心，所以偷走原先擺放著的雙胞胎勇者雕像，把罪栽贓給佐羅力，不過經過動物監獄防止犯人脫逃的機器人－奇耶魯剛的眼光掃射導致房子消失後，在空地遇到奇波里與托波魯警官當場親口自白，最後也被以涉嫌偷走雕像遭到逮捕。
- 奇波里（CV：阪口大助）

初登場於第一輯第19話。斯巴尼市的員警之一。28歲。由於成功逮捕佐羅力立下大功，所以與托波魯一起晉升為警官。
- 托波魯（CV：志村知幸）

初登場於第一輯第19話。斯巴尼市的員警之一。28歲。奇波里的搭檔。由於成功逮捕佐羅力立下大功，所以與奇波里一起晉升為警官。
- 蒂露（CV：相武紗季，台灣→馮嘉德）

動畫原創人物。於劇場版「秘密寶藏大作戰」（まじめにふまじめ かいけつゾロリ なぞのお宝大さくせん）中登場的女性角色。爸爸過世之後為了尋找寶藏而被海賊團追捕‘ 在電影最後沒有答應佐羅力的請求、 開始出去冒險，仰慕佐羅利

#### 2020年版
- 羅斯（CV：早見沙織）

從某個邪惡組織逃出來的神秘間諜。
- 蜜拉（CV：悠木碧）

在世界各地旅行的職業冒險家。

## 图书
| 話數 | 標題                            | 発売日（ ポプラ社） | 發售日（ 正文社） | 發售日（ 天下雜誌） | 發售日（ 二十一世纪出版社→新世紀出版社） |
| ---- | ------------------------------- | ------------------- | ----------------- | ------------------- | ---------------------------------------- |
| 1    | 打敗噴火龍 （かいけつゾロリのドラゴンたいじ）                 | 1987年11月          | 2007年4月1日      | 2011年3月31日       | 2012年1月1日                             |
| 2    | 恐怖的鬼屋 （かいけつゾロリのきょうふのやかた）                 | 1988年5月           | 2007年4月1日      | 2011年3月31日       | 2012年1月1日                             |
| 3    | 魔法師的弟子 （かいけつゾロリのまほうつかいのでし）               | 1988年11月          | 2007年4月1日      | 2011年4月20日       | 2012年1月1日                             |
| 4    | 海盜尋寶記 （かいけつゾロリの大かいぞく）                 | 1989年5月           | 2007年7月1日      | 2011年4月20日       | 2012年1月1日                             |
| 5    | 邪惡幽靈船 （かいけつゾロリのゆうれいせん）                 | 1989年10月          | 2007年7月1日      | 2011年5月11日       | 2012年1月1日                             |
| 6    | 勇闖巧克力城 （かいけつゾロリとチョコレートじょう）               | 1990年2月           | 2007年7月1日      | 2011年5月31日       | 2013年6月1日                             |
| 7    | 拯救小恐龍 （かいけつゾロリの大きょうりゅう）                 | 1990年8月           | 2008年4月1日      | 2011年8月9日        | 2013年6月1日                             |
| 8    | 恐怖遊樂園 （かいけつゾロリのきょうふのゆうえんち）                 | 1991年2月           | 2008年4月1日      | 2011年5月31日       | 2020年5月1日                             |
| 9    | 媽媽我愛你 （かいけつゾロリのママだーいすき）                 | 1991年8月           | 2008年4月1日      | 2011年5月31日       | 2020年5月1日                             |
| 10   | 大怪獸入侵 （かいけつゾロリの大かいじゅう）                 | 1992年1月           | 2008年7月1日      | 2011年8月9日        | 2020年10月1日                            |
| 11   | 神秘宇宙人 （かいけつゾロリのなぞのうちゅうじん）                 | 1992年7月           | 2008年10月1日     |                     | 2020年10月1日                            |
| 12   | 恐怖的禮物 （かいけつゾロリのきょうふのプレゼント）                 | 1992年12月          |                   | 2011年8月16日       | 2020年10月1日                            |
| 13   | 猜謎大作戰 （かいけつゾロリのなぞなぞ大さくせん）                 | 1993年6月           |                   |                     |                                          |
| 14   | 恐怖足球隊 （かいけつゾロリのきょうふのプレゼント）                 | 1993年12月          |                   | 2011年8月16日       | 2020年10月1日                            |
| 15   | 佐羅力被捕了! （かいけつゾロリつかまる!!）              | 1994年7月           |                   | 2011年8月16日       | 2021年5月1日                             |
| 16   | 神秘的飛機 （かいけつゾロリとなぞのひこうき）                 | 1994年11月          |                   | 2012年3月2日        | 2021年5月1日                             |
| 17   | 妖怪大作戰 （かいけつゾロリのおばけ大さくせん）                 | 1995年6月           |                   | 2012年3月2日        | 2021年5月1日                             |
| 18   | 忍者大作戰 （かいけつゾロリのにんじゃ大さくせん）                 | 1995年12月          |                   | 2012年4月3日        | 2021年5月1日                             |
| 19   | 佐羅力要結婚?! （かいけつゾロリけっこんする!?）             | 1996年7月           |                   | 2012年4月3日        | 2021年10月1日                            |
| 20   | 大戰佐羅力城 （かいけつゾロリ 大けっとう!ゾロリじょう）               | 1996年12月          |                   | 2012年5月8日        | 2021年10月1日                            |
| 21   | 恐怖的賽車 （かいけつゾロリのきょうふのカーレース）                 | 1997年7月           |                   | 2012年5月8日        | 2021年10月1日                            |
| 22   | 恐怖大跳躍 （かいけつゾロリのきょうふの大ジャンプ）                 | 1997年12月          |                   | 2013年2月26日       | 2021年10月1日                            |
| 23   | 超級有錢人 （かいけつゾロリの大金もち）                 | 1998年7月           |                   | 2013年2月26日       | 2022年2月1日                             |
| 24   | 電玩大危機 （かいけつゾロリのテレビゲームききいっぱつ）                 | 1998年12月          |                   | 2013年4月2日        | 2022年2月1日                             |
| 25   | 恐怖尋寶記 （かいけつゾロリのきょうふの宝さがし）                 | 1999年7月           |                   |                     | 2022年2月1日                             |
| 26   | 拯救世界末日 （かいけつゾロリ ちきゅうさいごの日）               | 1999年12月          |                   | 2013年4月2日        | 2022年2月1日                             |
| 27   | 名偵探登場 （かいけつゾロリのめいたんていとうじょう）                 | 2000年7月           | 2008年10月1日     | 2013年5月1日        |                                          |
| 28   | 命運倒數計時 （かいけつゾロリぜったいぜつめい）               | 2000年12月          |                   | 2013年5月29日       |                                          |
| 29   | 恐怖嘉年華 （かいけつゾロリのきょうふのカーニバル）                 | 2001年7月           | 2009年2月20日     | 2013年5月29日       |                                          |
| 30   | 強強滾!拉麵大對決 （かいけつゾロリ あついぜ!ラーメンたいけつ）          | 2001年12月          |                   | 2013年5月29日       |                                          |
| 31   | 天堂與地獄 （かいけつゾロリのてんごくとじごく）                 | 2002年7月           |                   | 2014年5月29日       |                                          |
| 32   | 地獄旅行 （かいけつゾロリのじごくりょこう）                   | 2002年12月          |                   | 2014年7月1日        |                                          |
| 33   | 妖怪大聯盟 （かいけつゾロリのようかい大リーグ）                 | 2003年7月           |                   | 2014年7月31日       |                                          |
| 34   | 神祕魔法少女 （かいけつゾロリとなぞのまほう少女）               | 2003年11月          | 2008年7月1日      | 2014年9月2日        |                                          |
| 35   | 神祕魔法屋 （かいけつゾロリとまほうのへや）                 | 2004年7月           | 2008年7月1日      | 2015年5月13日       |                                          |
| 36   | 要被吃掉了! （かいけつゾロリたべられる!!）                | 2004年12月          |                   | 2015年6月2日        |                                          |
| 37   | 偷畫大盜 （かいけつゾロリの大どろぼう）                   | 2005年7月           |                   | 2015年7月1日        |                                          |
| 38   | 神祕寶藏大作戰（上集） （かいけつゾロリのなぞのおたから大さくせん 前編）     | 2005年12月          |                   | 2015年8月3日        |                                          |
| 39   | 神祕寶藏大作戰（下集） （かいけつゾロリのなぞのおたから大さくせん 後編）     | 2006年3月           |                   | 2015年9月3日        |                                          |
| 40   | 緊急出動!守護恐龍蛋 （かいけつゾロリ まもるぜ!きょうりゅうのたまご）        | 2006年12月          |                   | 2016年8月2日        |                                          |
| 41   | 吃吧吃吧!成為大胃王 （かいけつゾロリ たべるぜ!大ぐいせんしゅけん）        | 2007年7月           |                   | 2016年8月2日        |                                          |
| 42   | 肥肉滾開!瘦身大作戰 （かいけつゾロリ やせるぜ!ダイエット大さくせん）        | 2007年12月          |                   | 2016年8月2日        |                                          |
| 43   | 咖哩VS.超能力 （かいけつゾロリ カレーVS.ちょうのうりょく）              | 2008年7月           |                   | 2016年8月2日        |                                          |
| 44   | 伊豬豬、魯豬豬的致命危機!! （かいけつゾロリ イシシ・ノシシ大ピンチ!!） | 2008年12月          |                   | 2017年1月20日       |                                          |
| 45   | 恐怖超快列車 （かいけつゾロリ きょうふのちょうとっきゅう）               | 2009年7月           |                   | 2017年3月28日       |                                          |
| 46   | 恐怖的妖怪遠足 （かいけつゾロリ きょうふのようかいえんそく）             | 2009年12月          |                   | 2017年3月28日       |                                          |
| 47   | 大、大、大冒險!（上集） （かいけつゾロリのだ・だ・だ・だいぼうけん! 前編）    | 2010年7月           |                   | 2017年3月28日       |                                          |
| 48   | 大、大、大冒險!（下集） （かいけつゾロリのだ・だ・だ・だいぼうけん! 後編）    | 2010年12月          |                   | 2017年3月28日       |                                          |
| 49   | 亂糟糟鬧哄哄電視臺 （かいけつゾロリのはちゃめちゃテレビ局）         | 2011年7月           |                   | 2018年2月1日        |                                          |
| 50   | 美嬌娘與佐羅力城 （かいけつゾロリ はなよめとゾロリじょう）           | 2011年12月          |                   | 2018年2月1日        |                                          |
| 51   | 機器人大作戰 （かいけつゾロリのメカメカ大さくせん）               | 2012年7月           |                   | 2018年4月3日        |                                          |
| 52   | 神祕間諜與巧克力 （かいけつゾロリ なぞのスパイとチョコレート）           | 2012年12月          |                   | 2018年4月3日        |                                          |
| 53   | 神祕間諜與100朵玫瑰 （かいけつゾロリ なぞのスパイと100本のバラ）        | 2013年7月           |                   | 2019年1月22日       |                                          |
| 54   | 佐羅力變成燈神了! （かいけつゾロリのまほうのランプ～ッ）          | 2013年12月          |                   | 2019年1月22日       |                                          |
| 55   | 一定要找到燈神! （かいけつゾロリの大まじんをさがせ!!）            | 2014年7月           |                   | 2019年3月28日       |                                          |
| 56   | 猜謎大王 （かいけつゾロリのクイズ王）                   | 2014年12月          |                   |                     |                                          |
| 57   | 妖怪運動大會 （かいけつゾロリのようかい大うんどうかい）               | 2015年7月           |                   | 2019年3月28日       |                                          |
| 58   | 怪傑佐羅力消失了!? （きえた!?かいけつゾロリ）         | 2015年12月          |                   | 2020年1月15日       |                                          |
| 59   | 好吃的金牌 （かいけつゾロリのおいしい金メダル）                 | 2016年7月           |                   | 2020年1月15日       |                                          |
| 60   | 變身王子娶嬌妻的方法 （かいけつゾロリの王子さまになるほうほう）       | 2016年12月          |                   |                     |                                          |
| 61   | 海底大探險 （かいけつゾロリのかいていたんけん）                 | 2017年7月           |                   | 2020年5月27日       |                                          |
| 62   | 地底大探險 （かいけつゾロリのちていたんけん）                 | 2017年12月          |                   | 2020年5月27日       |                                          |
| 63   | 打敗噴火龍2 （かいけつゾロリのドラゴンたいじ2）                | 2018年7月           |                   | 2021年5月31日       |                                          |
| 64   | 機器人救災大作戰 （かいけつゾロリ ロボット大さくせん）           | 2018年12月          |                   | 2021年5月31日       |                                          |
| 65   | 太空大作戰 （かいけつゾロリ うちゅう大さくせん）                 | 2019年7月           |                   | 2022年5月6日        |                                          |
| 66   | 明星的誕生 （かいけつゾロリ スターたんじょう）                 | 2019年12月          |                   |                     |                                          |
| 67   | 尋找紅鑽石! （かいけつゾロリのレッドダイヤをさがせ!!）                | 2020年6月           |                   | 2022年9月29日       |                                          |
| 68   | 恐怖的外星訪客 （かいけつゾロリ きょうふのエイリアン）             | 2020年12月          |                   | 2023年5月26日       |                                          |
| 69   | 歡迎光臨恐怖的妖怪慶典 （かいけつゾロリのゾワゾワゾクゾクようかいまつり）     | 2021年7月           |                   | 2023年9月28日       |                                          |
| 70   | 地牢魔女的變身詛咒 （かいけつゾロリ きょうふのダンジョン）         | 2021年12月          |                   | 2024年3月27日       |                                          |
| 71   | 波藍小鬼的忍者夢 （かいけつゾロリ にんじゃおばけあらわる!）           | 2022年7月           |                   | 2024年10月          |                                          |
| 72   | 拯救恐龍媽媽大作戰 （かいけつゾロリ きょうりゅうママをすくえ!）         | 2022年12月          |                   | 2025年2月           |                                          |
| 73   | 翻轉吧！國王陛下的人生 （かいけつゾロリ いきなり王さまになる?）     | 2023年7月           |                   | 2025年7月11日       |                                          |
| 74   |                                 | 2023年12月          |                   |                     |                                          |
| 75   |                                 | 2024年12月          |                   |                     |                                          |

## 動畫版

### 幕後工作人員
- 企劃：ゾロリエンターテイメント、坂井宏先（ポプラ社）
- 原作： 原ゆたか（『かいけつゾロリ』シリーズ、ポプラ社）
- 製片總監：今井隆、林敦、藤井雅俊、小原解子
- 製片人員：小原麻美、池口和彦、岡村雅裕
- 系列組成：関島眞頼、錦織博、池口和彦
- 人物設計：船越英之
- 繪畫總監督：船越英之、柳田義明
- 組合設計：梅芝五朗
- 美術監督：大橋由佳、東潤一
- 攝影監督：斎藤秋男
- 音響監督：三間雅文
- 音樂：田中公平
- 監督：錦織博
- 色彩設計：三笠修
- 編輯：小野寺桂子
- 副監督：三浦辰夫
- 監督：錦織博
- 繪畫監督補充助理：加来哲郎
- 作畫監督補充助理：宮崎麻美
- 外觀：関根昌之
- 作畫監督：川口博史、柳田義明、芳川弥生、木村文代、伊藤秀樹、市来剛、山崎猛、樋口嘉法、古沢英明、糸島雅彦、鈴木欽一郎、関根昌之、矢田七郎、柳瀬譲二、鍋田香代子、石井百合子、堀剛史、木場田実、吉崎誠、浦中利浩、岡辰也、をがわいちろを
- 動畫檢查：原鐵夫、江川陽司、長澤美奈子、小島智加、手島久実、大原真琴、川瀬和美、柿沼由記子、日向美香、中西彩、竹上充知子、川田学、渡辺健一、井下信重
- 動畫：馬良動画、動画工房、サンシャイン、M.S.C、玉沢動画舎、OH!プロダクション、タツノコプロダクション、スタジオキャッツ、新星動画、M.S.J武蔵野制作所、ジェイイーエム、ぴえろ、P.A. Works、R.I.C杭州飛龍動画
- 顏色指定・検査：三笠修、佐藤裕子、都甲晃子、中島淑子、大浦聡子、領家裕、石黒けい、岡田真美、垣田由紀子、松尾めぐみ、五木田幸子、野口美菜、中平香織、横瀬貴幸、茂木孝浩、堀川佳典、橋本賢、佐々木梓、林文江、鳥形昌子
- 特殊效果：斉藤朋美、永井留美子、飯島弘志、中島淑子
- 修飾：馬良動画、サンシャイン、動画工房、スタジオキャッツ、ゆめ太カンパニー、M.S.C、MSJ武蔵野制作所、玉沢動画舎、新星動画、ジェイイーエム、武遊、J.C.STAFF、土州新星美術、R.I.C杭州飛龍動画
- 背景：スタジオイースター
- 攝影：エースクリエーション、スタジオキャッツ、動画工房
- 錄音：山田冨二男
- 效果：小山健二
- 錄音攝影棚：アオイスタジオ
- 音響製作：テクノサウンド
- 戲劇同伴製作：池口和彦（アンバーフィルムワークス）、斉藤裕二、當間一（イマジン）
- 形式編輯：キュー・テック 久保田隆史
- 設定補助：小林哲也
- 標題．副標題設計：山本綾
- 主題曲製作：篠原廣人、木村唯人（ソニー・ミュージックエンタテインメント）
- 製片助理：原京子、清水真之介、矢尾板克之
- 企劃．搭配：ジャパン・デジタル・コンテンツ
- 編成：立松大和
- 宣傳：尾関昭彦→内藤万友美
- 製作辦公桌：宮田聡
- 製作進行：鳥山孝司、山口達也、岩田昌子、雄谷恭太、池田さくら、鎌田肇、清水由紀夫、堀口直希、池田聖児、伊藤潤、小輪瀬護安、広江吉彦、高江一学、柳元利秋、清水靖之
- 制作事務：石井文子
- 腳本：関島眞頼、久保田雅史、桶谷顕、中弘子、吉田玲子、池田眞美子
- コンテ：錦織博、佐藤卓哉、望月智充、三浦辰夫、藤森雅也、岩崎知子、奥脇雅晴、木村哲、荒川眞嗣、片渕須直、大宅光子、佐々木皓一、吉沢俊一、秦義人、福富博、坂田純一、川崎逸朗、高橋亨、佐藤雅弘
- 演出：錦織博、根岸宏樹、松園公、三浦辰夫、岩崎知子、白石道太、佐々木皓一、秦義人、矢野篤、大宅光子、廣川集一、川崎逸朗、滝沢潤、楠美直子
- 動畫片製作：アンバーフィルムワークス、亜細亜堂
- 製作：メ～テレ、東急エージェンシー、ゾロリエンターテイメント

## 主題曲

### 第一輯

#### 片頭曲
1. （第1～52話）
作詞：藤林聖子，作曲：田中公平，編曲：根岸貴幸（ソニー・ミュージックダイレクト），歌：山寺宏一

#### 片尾曲
1. （第1話～第13話）
作詞：鈴木哲彦，作曲：鈴木哲彦，編曲：西岡和哉，歌：
2. （第14話～第31話）
作詞：，作曲：，編曲：，歌：
3. （第32話～第46話）
作詞：鈴木哲彦，作曲：鈴木哲彦，編曲：，歌：
4. （第47話～第52話）
作詞：，作曲：西寺郷太，編曲：矢野博康，歌：杏小百合

### 第二輯

#### 片頭曲
1. （第1話～第50話）
作詞：藤林聖子，作曲：田中公平，編曲：根岸貴幸，歌：山寺宏一、愛河里花子、熊井統子
2. （第51話～第97話）
作詞：藤林聖子，作曲：田中公平，編曲：根岸貴幸，歌：山寺宏一

#### 片尾曲
1. （第1話～第27話）
作詞：藤林聖子，作曲：田中公平，編曲：多田彰文，歌：玉川紗己子
2. （第28話～第50話）
作詞：藤林聖子，作曲：田中公平，編曲：根岸貴幸，歌：岩男潤子
3. （第51話～第74話）
作詞：藤林聖子，作曲：田中公平，編曲：多田彰文，歌：愛河里花子、熊井統子
4. [3]（第75話～第97話）
作詞：，作曲：田中公平，編曲：丸尾稔，歌：山寺宏一

### 第三輯

#### 片頭曲
1. 
作詞：藤林聖子，作曲：田中公平，編曲：根岸貴幸，歌：山寺宏一
2. 
作詞：藤林聖子，作曲：田中公平，編曲：根岸貴幸，歌：山寺宏一

#### 片尾曲
1. 
作詞：HIROMI，作曲：STARFISH,ELLEN BERF,BIG-F，編曲：STARFISH，歌：OnePixcel
2. 
作詞、作曲：小山卓也，編曲、歌：超狂的T-shirt店

## 播放電視台
| 香港 翡翠台 星期六 10:00-10:30                | 香港 翡翠台 星期六 10:00-10:30                                        | 香港 翡翠台 星期六 10:00-10:30                              |
| --------------------------------------------- | --------------------------------------------------------------------- | ----------------------------------------------------------- |
|                                               | 怪傑佐羅力 （第1輯，第1集至第26集） （2008年4月19日─2008年11月8日）   |                                                             |
| 龍王傳說 重播                                 | 變形金剛                                                              |                                                             |
| 無綫兒童台 星期六、日 06:00-06:30             |                                                                       |                                                             |
| 反斗衝鋒車                                    | 怪傑佐羅力 （第1輯，第27集至第52集） （2008年11月23日─2009年2月21日） | 忍者亂太郎 （第11季及第12季）                               |
| 香港 ViuTV 星期一至三 17:30-18:00             |                                                                       |                                                             |
| 快樂童盟 （2020年11月2日－12月25日）          | 認真地不認真的怪俠佐羅利 （2020年12月28日－2021年2月22日）            | 小馬寶莉 小馬國女孩 – 友情過山車 （2021年2月23日－2月24日） |
| 香港 ViuTV 星期一至五 16:00-16:30             |                                                                       |                                                             |
| 閃電十一人GO （2021年10月1日－2022年4月15日） | 認真地不認真的怪俠佐羅利 重播 （2022年4月18日－2022年5月20日）        | 悠猴救助隊 重播 （2022年5月23日－2022年6月24日）            |
| 香港 HOY TV 星期一至五 17:30-18:00            |                                                                       |                                                             |
| 單車俠 （2024年11月12日－2024年12月17日）     | 認真地不認真的怪俠佐羅利 （2024年12月18日－2025年1月21日）            | 熊熊勇闖異世界Punch! （2025年1月22日－2025年2月6日）        |

## 外部連結
- 日本官方網站 （页面存档备份，存于）